# Ophiomyia koreana
Ophiomyia koreana är en tvåvingeart som beskrevs av Cerny 2007. Ophiomyia koreana ingår i släktet Ophiomyia och familjen minerarflugor. Inga underarter finns listade i Catalogue of Life.